# Проспект Гагарина (Оренбург)
Проспе́кт Гага́рина — важная улица и магистраль в Оренбурге.

## История
Основан в 1961 году. До 1961 года — бывшее Нежинское шоссе. Название дано в честь Гагарина Юрия Алексеевича (1934—1968), первого в мире космонавта, совершившего полёт в год основания проспекта, Героя Советского Союза, воспитанника Оренбургского авиационного училища и жившего в Оренбурге, почётного гражданина города. На проспекте установлен памятник Гагарину.

## Расположение
Проспект Гагарина находится в восточной части Оренбурга (1-й, 2-й Восточные жилые районы) и относится к Ленинскому району города.
Начинается переходом с улицы Чкалова и заканчивается переходом в автодорогу Р336 Оренбург — Орск.
Является восточным въездом в город.

## Застройка
Основная застройка представляет собой многоэтажные дома и велась в 1960-х годах по проектам «Оренбурггражданпроекта». Гаражные кооперативы располагаются к югу от проспекта, внутренние дворы оснащены парковками.
На пересечении улицы Мира и проспекта Гагарина расположен этнокомплекс «Национальная деревня» — парк-музей, в котором представлены подворья и дома-музеи многих национальностей, проживающих на территории Оренбурга и области, причём каждое из подворий выстроено и оформлено согласно национальным традициям и колоритно дополняют друг друга.

### Здания культуры
- Центральная библиотека им. Некрасова.

### Образовательные учреждения
- Детские сады № 66, 124, 125, 143, 153, 159, 195, 200.
- Школы № 9, 3, 51, 76.
- Оренбургский государственный педагогический университет (учебный корпус № 2).
- Оренбургский государственный экономический колледж-интернат.
- ГАПОУ Колледж сервиса (учебный корпус № 2).
- ГАПОУ Нефтегазоразведочный техникум.

### Памятники
- Памятник в сквере им. Самохина.
- Памятник Г. М. Димитрову. Проспект Гагарина, 13а.
- Памятник первому космонавту мира Ю.А. Гагарину. 1986 г. Скульптор Ю.Л. Чернов, архитекторы Г.Г. Исакович, А.И. Агафонов.
- Въездная стела город Оренбург.

### Парки
- Сквер имени майора милиции Виктора Павловича Самохина.
- Сквер имени Ю.А. Гагарина.

### Спорт
- Спортивно-концертный комплекс «Оренбуржье»[6].

### Торговля
- Универмаг «Гагаринский».
- ТЦ «Кристалл».
- ТД «Радуга».
- ТД «Чайка».
- ТД «Три мартышки».

### Другие значимые здания и организации
- Отдел инженерных изысканий ОренбургНИПИнефть.
- ГБУ Со Оренбургской области Реабилитационно-технический центр (автошкола).
- Оренбургский областной клинический онкологический диспансер.
- Офис-центр Евразия.
- Городская клиническая больница № 1.
- Церковь Димитрия Солунского. На территории больницы.

## Транспорт
Рост города в 1960-х годах инициировал развитие в этой части города и транспортной инфраструктуры — автобусного и троллейбусного движения.
По проспекту проходят троллейбусные маршруты № 4 и 7 (также ранее действовал № 9) и несколько автобусных маршрутов, которые позволяют легко оказаться во многих районах города.
Остановки и маршруты:
- ост. «Улица 60 лет Октября»: Тб 4, А14, 21, 25, 40 (в сторону центра), 22, 28, 56, 61, 67;
- ост. «Улица Луговая»: Тб 4, А 14, 21, 22, 28, 56, 61, 67;
- ост. «Улица Алтайская»: Тб 4, А 14,21, 22, 28, 56, 61, 67;
- ост. «Улица Мира»: Тб 4, 7, А 21, 22, 26, 28, 56, 61, 67;
- ост. «1-я горбольница»: Тб 4, 7, А 21, 26, 22, 28, 56, 61, 67;
- ост. «23-й микрорайон»: Тб 4, 7, А 21, 26, 22, 28, 56, 61, 67;
- ост. «24-й микрорайон»: Тб 4, 7, А 21, 26, 27 (в сторону центра), 22, 28, 56, 59 (в сторону центра), 61, 67
- ост. «Молодёжная»: Тб 4, А 21, 53, 25, 40, 67, 45, 56.

## Галерея

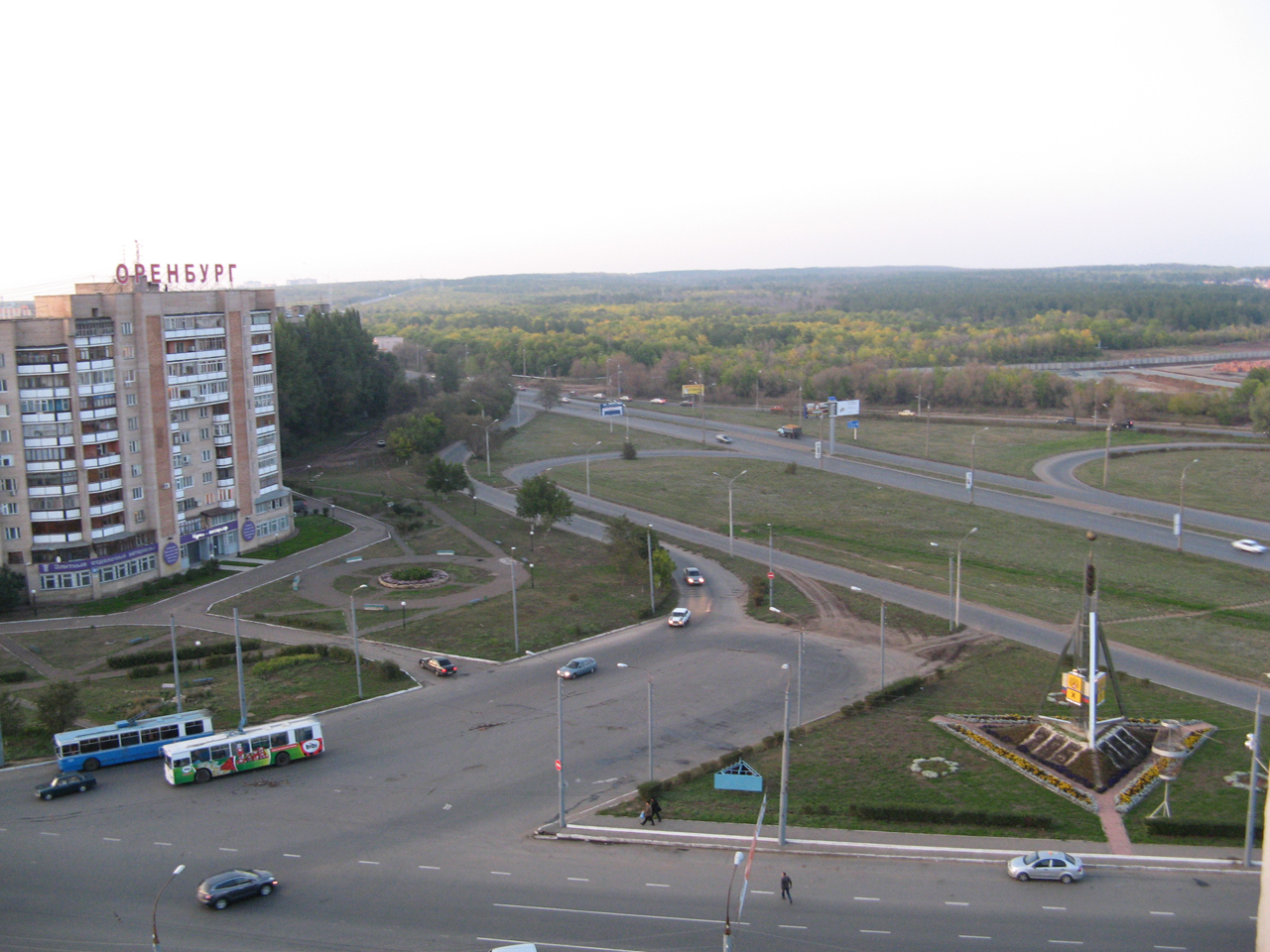
Выезд с Проспекта Гагарина к трассе Оренбург-Орск
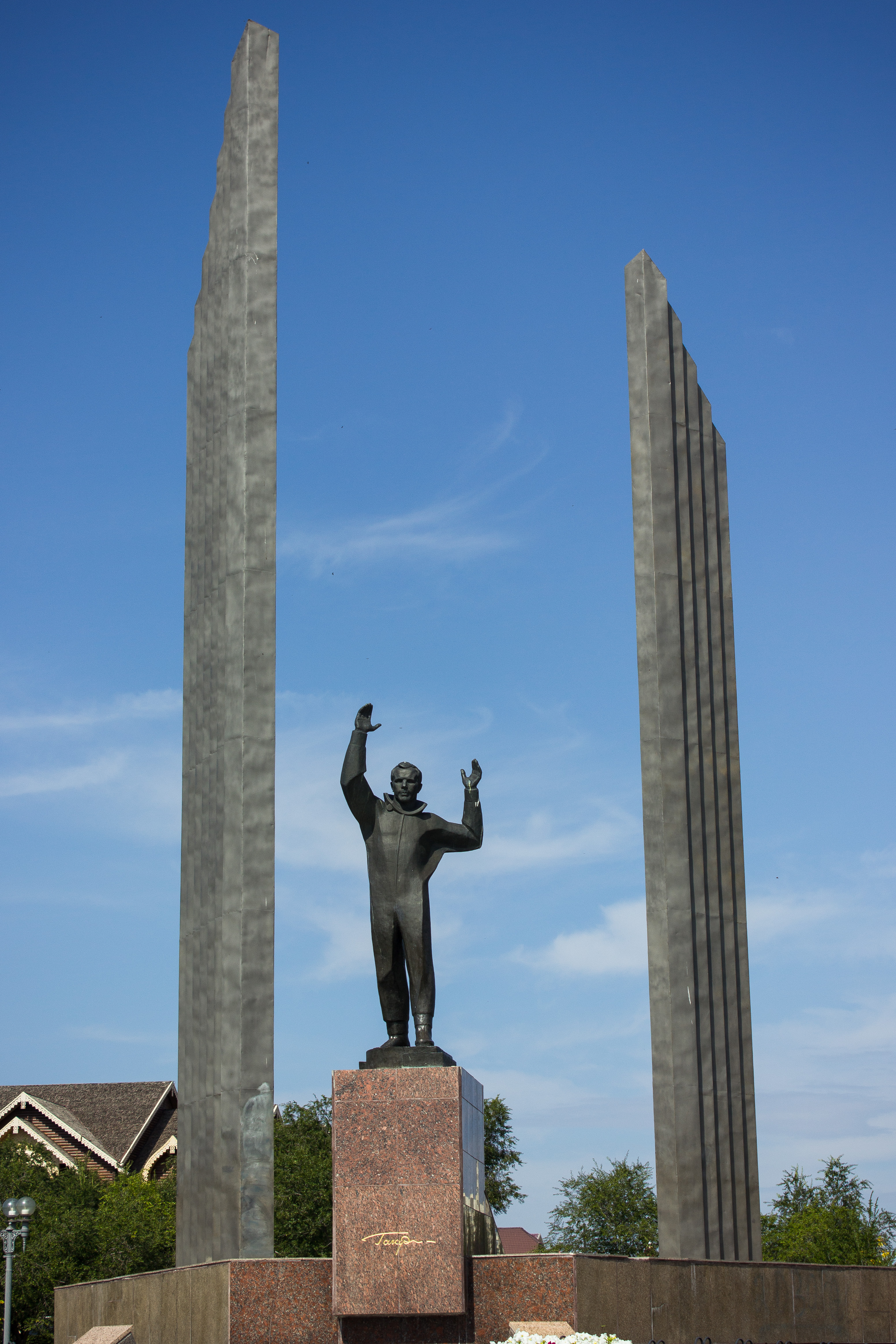
Памятник Гагарину Ю.А. на Проспекта Гагарина